# Uromyces heterodermus
Uromyces heterodermus är en svampart som beskrevs av Syd. & P. Syd. 1906. Uromyces heterodermus ingår i släktet Uromyces och familjen Pucciniaceae.   Inga underarter finns listade i Catalogue of Life.